# Лётчик-испытатель

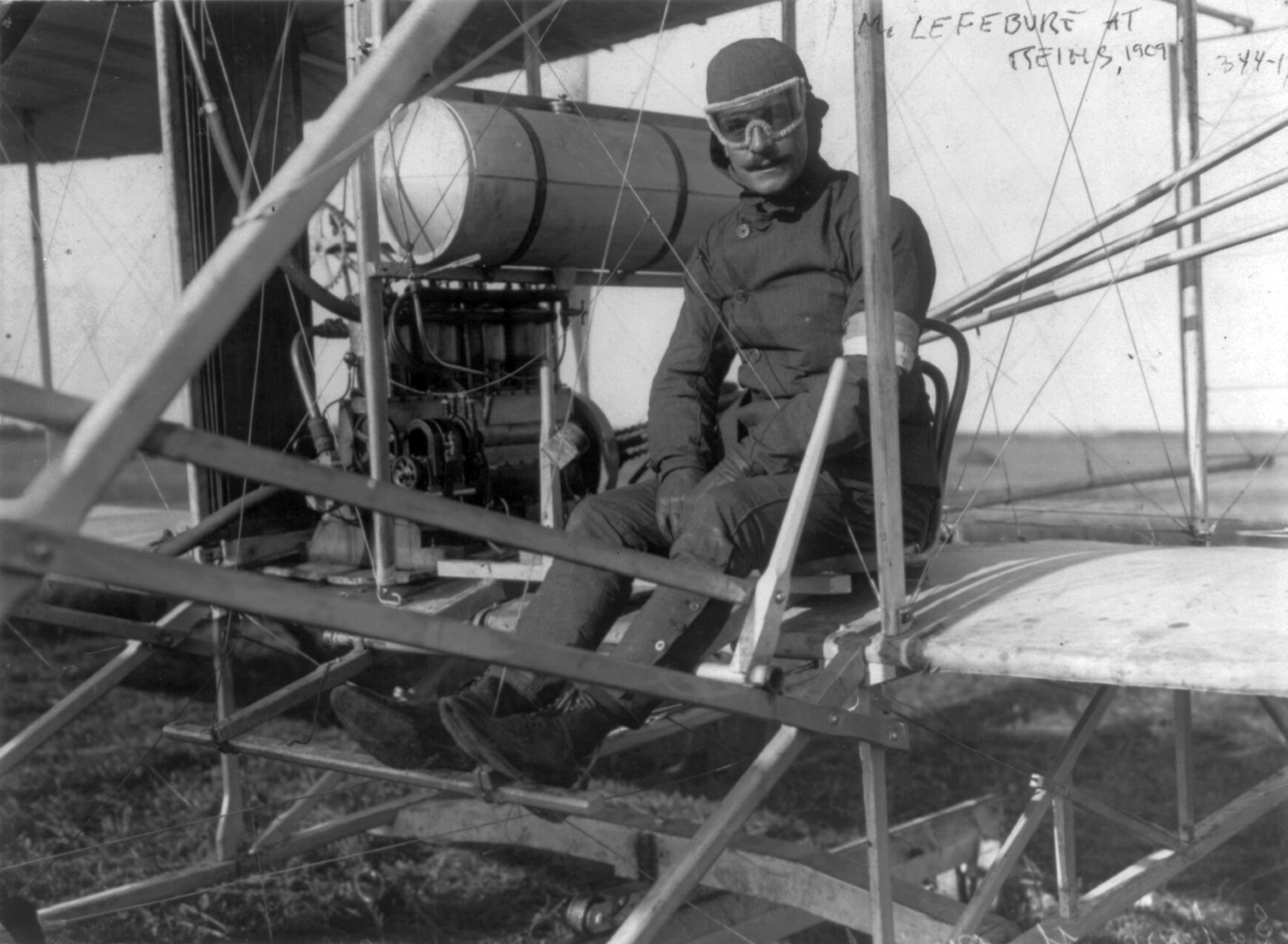
Эжен Лефевр — первый погибший на испытаниях лётчик-испытатель (погиб в 1909 году)

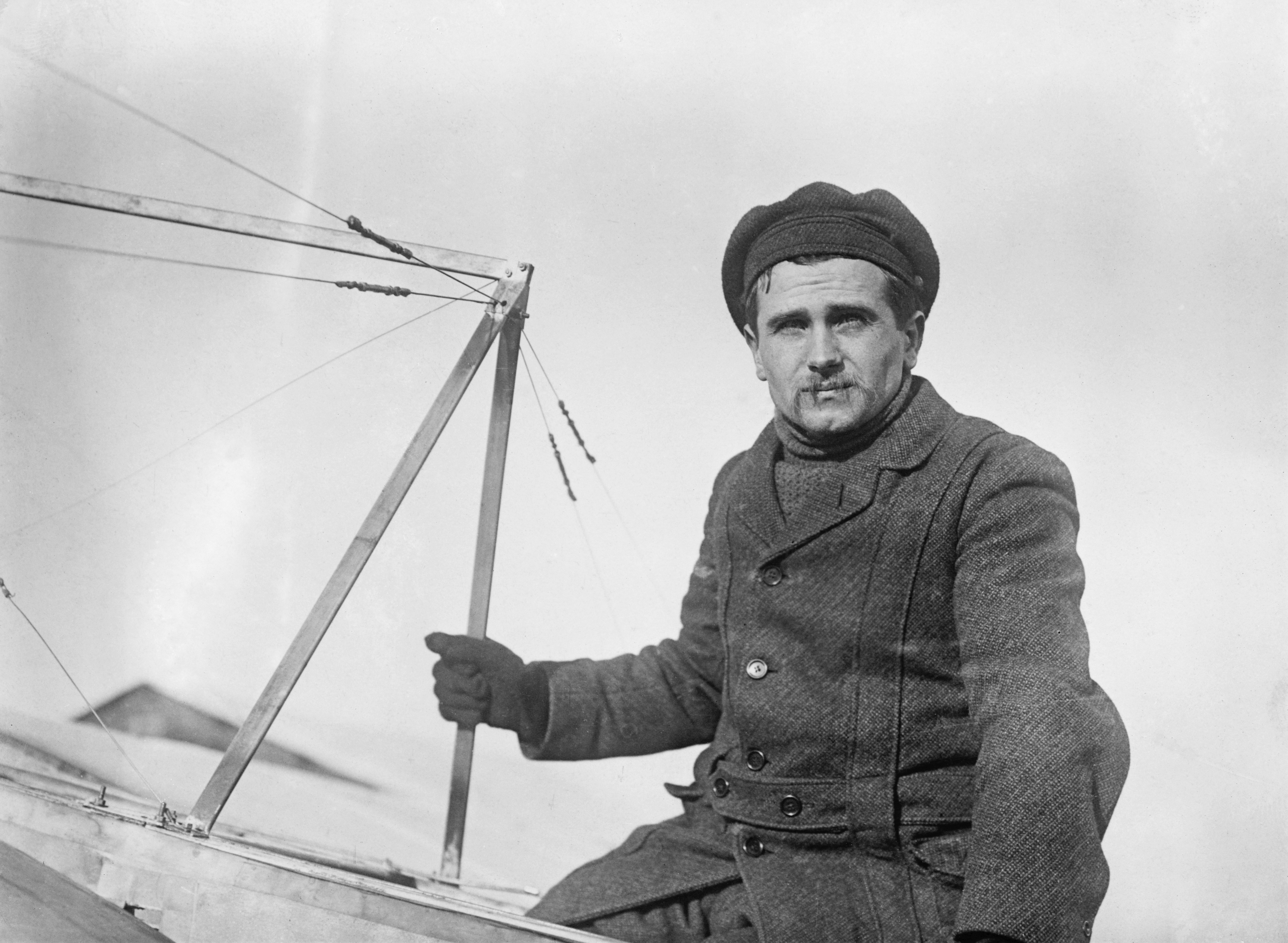
Леон Лемартен — первый профессиональный лётчик-испытатель в мире; стал таковым после заключения контракта с Луи Блерио

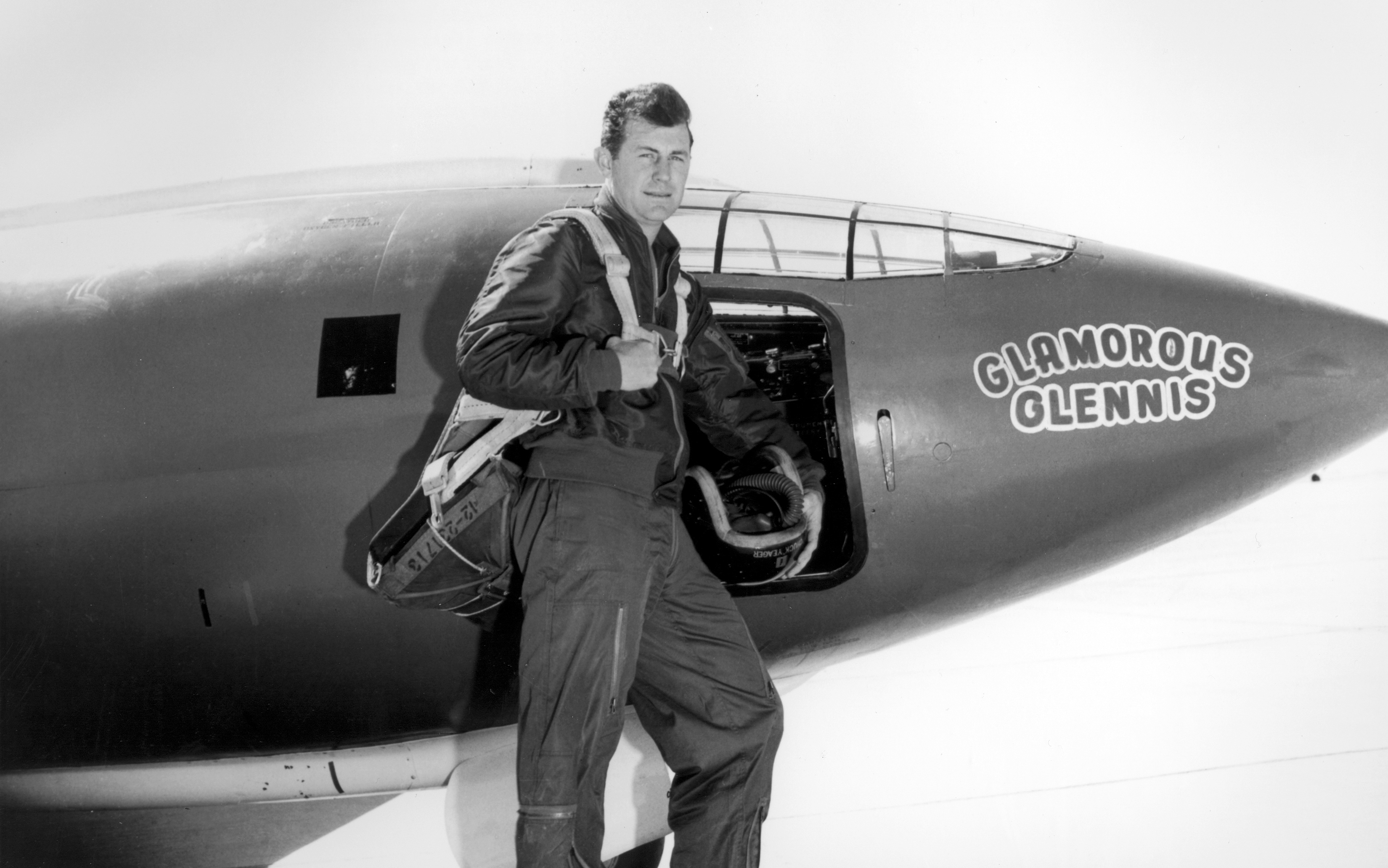
Чак Йегер у самолёта Bell X-1 — первый лётчик-испытатель, преодолевший звуковой барьер

Лётчик-испытатель — лётчик, прошедший дополнительное профессиональное обучение, выполняющий в рамках лётных испытаний и исследований испытательные полёты на вновь созданных или модифицированных образцах воздушных судов, в том числе путем осуществления специальных режимов и манёвров для проверки характеристик авиационной и другой техники.

## История
Лётчики-испытатели появились с первыми летательными аппаратами, в этой роли выступали сами изобретатели. Профессия лётчика-испытателя появилась во время Первой мировой войны в Великобритании, когда был образован Королевский научно-исследовательский авиационный институт и при Центральной лётной школе было создано испытательное подразделение (англ. Experimental Flight). Позднее в США в послевоенные годы по настоянию Дуайта Эйзенхауэра первых астронавтов США отбирали из числа высококлассных военных лётчиков.
Старейшей школой лётчиков-испытателей является британская Имперская школа лётчиков-испытателей, располагающаяся на базе Боском-Даун. Профессия лётчика-испытателя относится к числу опасных: в 1950-е годы была особенно высокая смертность среди лётчиков-испытателей новых реактивных самолётов. Со временем уровень безопасности повысился благодаря внедрению новых технологий (в том числе компьютерному моделированию и симуляциям полётов), более тщательным испытаниям техники на земле, внедрению электродистанционных систем управления и испытаниям БПЛА для исследования новых свойств летательных аппаратов. Тем не менее, пилотирование экспериментальных ЛА до сих пор является одним из наиболее опасных видов полётов.

## Требования к лётчикам-испытателям
Работа лётчика-испытатели может быть связана как с испытаниями опытных образцов воздушных судов или модификаций существующих образцов, так и с проверкой характеристик вновь выпущенных серийных самолётов, вертолётов и т. п. при серийном их производстве. Как правило, многие лётчики-испытатели занимаются и тем, и другим.
К лётчикам-испытателям предъявляются более жесткие требования:
- навыки полёта по определённым правилам (в рамках лётных конструкторских испытаний и государственных испытаний) и умение следовать плану испытательного полёта;
- тщательное фиксирование особенностей каждого испытательного полёта;
- инженерные знания и высокая квалификация в части работы с бортовыми системами воздушного судна;
- навыки и знания, необходимые для разрешения возникших технических проблем, изменений во внешних условиях и особых ситуаций в процессе испытательного полёта;
- знания и навыки для успешного взаимодействия с инженерами и конструкторами авиационной техники (в том числе инженерами-испытателями систем воздушного судна на земле) и другими лётчиками.

## Обучение
В мире насчитывается ограниченное число специальных учебных заведений — школ, готовящих лётчиков-испытателей (например,  в России их две, в США три, в Великобритании и Франции по одной).
Набор лётчиков-испытателей проводится из числа опытных лётчиков, которые прекрасно разбираются в аэрокосмической технике и понимают принципы и причины испытания тех или иных самолётов, а также обладают развитыми аналитическими навыками и умеют тщательно следовать плану полёта. Как правило, таковыми могут быть лётчики, окончившие специализированные училища военной авиации, хотя набор ведётся и среди высококвалифицированных технических специалистов из числа гражданских лиц, в том числе и среди сотрудников авиационных предприятий.
В Российской Федерации большая часть лётчиков-испытателей готовится в Школе лётчиков-испытателей им. А. В. Федотова в Жуковском, куда поступают лётчики военной и гражданской авиации. Набор ведётся из числа и тех лётчиков, кто был отправлен на пенсию по возрасту (лица старше 65 лет), однако любой из лётчиков обязан пройти медицинскую комиссию. Также обучение ведётся в Государственном лётно-испытательном центре ВВС имени В. П. Чкалова (ГЛИЦ) в Ахтубинске.
Минимальные требования к военным лётчикам для поступления в школу составляют 200 часов налёта на истребителе, в то время как в СССР эта цифра достигала 500 часов. Различия ярко выражены также во времени обучения и в требованиях к учащимся: если в СССР обучение длилось полтора года и за это время лётчик-испытатель обязан был управлять 14 видами самолётов, то в России обучение длится всего год и число типов воздушных судов может составлять всего два (при направлении от авиазавода) или пять (при направлении от конструкторского бюро или Летно-исследовательского института). В СССР отбором лётчиков-испытателей занималось Управление летной службы в Министерстве авиационной промышленности. Наиболее опытным, высококвалифицированным и выполняющим наиболее сложные полёты лётчикам присваивалось звание «Заслуженный лётчик-испытатель СССР».
Согласно современному российскому законодательству, в зависимости от квалификации лётчику-испытателю присваивают один из трёх классов (по возрастанию квалификации от 3 до 1 класса). Высшим знаком профессионального отличия в настоящее время является почётное звание «Заслуженный лётчик-испытатель Российской Федерации».

## Деятельность
Лётчик-испытатель часто участвует в разработке конструкции воздушного судна (ВС) в части выработки требований к новому типу ВС, проверки характеристик и режимов полёта на моделирующих стендах, анализа возможных особых ситуаций в полёте из-за отказов и действий по выходу из них, а также разработки документов по лётной эксплуатации ВС. В процессе лётных испытаний ВС новой конструкции проверяются лётные свойства и иные характеристики ВС. Эти работы обычно выполняют лётчики-испытатели из штата конструкторского бюро или иные, аккредитованные уполномоченным государственным органом. Для контроля качества вновь изготовленных серийных ВС и уже эксплуатируемых ВС заводские лётчики-испытатели выполняют приёмо-сдаточные и периодические контрольные лётные испытания. Военные лётчики-испытатели боевых самолётов и вертолётов с вооружением также проводят испытания всех возможных для установки образцов вооружения.
Лётчики-испытатели во время полётов определяют минимальные и максимальные допустимые значения параметров полёта и сопутствующих нагружений конструкции ВС. Кроме того, лётчики-испытатели проверяют работу новых приборов, двигателей и электроники. Для исследования концепции и характеристик нового авиационного агрегата, комплекса оборудования или двигателя их до установки в конструкцию воздушного судна обычно отдельно испытывают на летающей лаборатории.